# Gornsdorf
Gornsdorf település Németországban, azon belül Szászország tartományban. Lakosainak száma 1880 fő (2023. december 31.).

## Népesség
A település népességének változása:
| Lakosok száma | 1940 | 1914 | 1897 | 1926 | 1880 |
|               | 2017 | 2019 | 2021 | 2022 | 2023 |